# Chiesa di Santo Stefano (Chiusi)
La chiesa di Santo Stefano è situata a Chiusi.

## Storia e descrizione
La, chiesa oggi chiusa al culto, era annessa a un monastero di monache Agostiniane che nel 1785 il Granduca Pietro Leopoldo trasformò in Conservatorio per l'educazione delle fanciulle.
La chiesa, di origine medioevale, fu rifatta nei primi anni dell'Ottocento. Ad unica navata, presenta due altari laterali e l'altare maggiore in stucco dipinto.

## Opere già in loco
- Ulisse Ciocchi, Martirio di santo Stefano (1603), già collocato sull'altare maggiore, oggi nella chiesa di San Francesco.